# Prins Henrik
La Prins Henrik era una nave traghetto costruita nel 1974 per la compagnia ferroviaria di stato danese, la DSB. Dal 1999 al 2007 prestò servizio in Italia, prima con il nome di Gioventù e poi come Espresso Durazzo.

## Caratteristiche
Concepita come traghetto ferroviario, la nave era originariamente dotata di tre binari, per una lunghezza complessiva di 320 metri. Poteva trasportare 30 carri merci, 210 automobili e 1500 passeggeri ad una velocità di 17 nodi. Tra il 1980 e il 1981 la nave fu sottoposta a degli importanti lavori di ampliamento, venendo allungata di circa 11 metri e alzata di un ponte. La capacità di trasporto di mezzi ferroviari rimase pressoché inalterata, mentre lo spazio per le automobili aumentò notevolmente, portando a circa 310 le vetture trasportabili.
Spinta da quattro motori B&W Diesel con una potenza complessiva di 10560 cavalli, la nave era dotata di due eliche a passo variabile e di un'elica trasversale di manovra a prua, alla quale ne fu aggiunta una seconda durante i lavori di trasformazione svolti nel 1981.

## Servizio
La nave fu varata il 29 novembre 1973 con il nome di Prins Henrik, entrando in servizio insieme alla gemella Dronning Margrethe II sulla linea Korsør - Nyborg. Nell'ottobre 1980 la nave giunse nuovamente ai cantieri di Nakskov, dov'era stata costruita, per essere sottoposta a importanti lavori di ristrutturazione, che comportarono l'inserimento di un troncone di 11 metri e l'aggiunta di un ponte garage. La Prins Henrik rientrò in servizio nel settembre successivo, venendo spostata sul collegamento Rødby - Puttgarden.
La nave rimase in servizio su questa linea anche in seguito alla fusione tra la DSB e la DFO e la conseguente nascita della Scandlines, avvenuta nel gennaio 1997. Tuttavia, nel dicembre dello stesso anno il traghetto fu posto in disarmo a Nakskov e messo in vendita. Fu acquistato due anni più tardi dalla compagnia di navigazione TR.I.S., di proprietà dell'armatore napoletano Nicola Parascandolo. Rinominata Gioventù, la nave fu messa in servizio nel giugno 2000 tra Genova, Palau e Porto Vecchio. Nell'estate 2001 la nave collegò Genova con Porto Torres e Propriano, mentre nel 2002 fu noleggiata nella stagione estiva alla Happy Lines, prestando servizio tra giugno e settembre tra La Spezia e Bastia.
Nel settembre 2002 la Tris fallì e la nave fu messa all'asta dai creditori della compagnia. Acquistata nel novembre 2003 dalla Di Maio Lines, fu sottoposta a dei lavori di ristrutturazione nei cantieri di Palermo e messa in servizio tra Bari e Durazzo nell'estate 2004 con il nome di Espresso Durazzo.
Dopo altre due stagioni su questa linea, la nave fu venduta per la demolizione, cambiando nome in Esdresso Durazzo e partendo per l'India nei primi mesi del 2007.